# Muros (Włochy)
Muros – miejscowość i gmina we Włoszech, w regionie Sardynia, w prowincji Sassari.
Według danych na rok 2004 gminę zamieszkiwały 754 osoby, 68,5 os./km². Graniczy z Cargeghe, Osilo, Ossi i Sassari.